# Rund um die Hainleite 1949
Rund um die Hainleite 1949 war die 35. Austragung des seit 1907 ausgefahrenen deutschen Straßenradrennens Rund um die Hainleite Nach dem Zweiten Weltkrieg wurde das Thüringer Eintagesrennen zum ersten Mal wieder veranstaltet.

## Rennverlauf
Das Rennen fand am 26. Mai statt. Der Start erfolgte am Domplatz in Erfurt und führte auf einer Strecke über Weimar, Bad Frankenhausen/Kyffhäuser, Mühlhausen und Bad Langensalza wieder zum Ziel nach Erfurt. Diese Strecke war 195 Kilometer lang. In Langensalza hatten die Fahrer eine kurze Verpflegungspause. Mitfavorit Richard Balzer aus Berlin gab nach einem Rahmenbruch kurz vor dem Ziel auf.
Nach einem kampfreichen Rennen setzte sich eine vierköpfige Spitzengruppe ab, aus der heraus Paul Scherner den Zielsprint für sich entschied.
|     | Fahrer             | Verein/Ort | Zeit (h)        |
| --- | ------------------ | ---------- | --------------- |
| 01. | Paul Scherner      | Erfurt     | 6:37:03         |
| 02. | Horst Gaede        | Magdeburg  | 6:37:03         |
| 03. | Bernhard Trefflich | Weimar     | 6:37:03         |
| 04. | Horst Heinemann    | Erfurt     | 6:37:03         |
| 05. | Berndt             | Mühlhausen | + 13:30 Minuten |
| 06. | Bruno Zieger       | Erfurt     | + 13:30 Minuten |
| 0 … |                    |            |                 |